# Lycoriella similans
Lycoriella similans är en tvåvingeart som först beskrevs av Oskar Augustus Johannsen 1925.  Lycoriella similans ingår i släktet Lycoriella och familjen sorgmyggor.
Artens utbredningsområde är New York. Inga underarter finns listade i Catalogue of Life.